# Concierto para violín (Ginastera)
El Concierto para violín, op. 30 es una obra concertante para violín y orquesta, escrita por el compositor argentino Alberto Ginastera. La obra fue compuesta en 1963, y forma parte de su periodo serial dodecafónico o neo expresionista.

## Contexto histórico
Alberto Ginastera compuso su Concierto para violín en 1963, durante un periodo en el que había dejado su estilo nacionalista, y ya había adoptado el desarrollo de técnicas de composición novedosas.
El concierto fue compuesto como un encargo de la Orquesta Filarmónica de Nueva York, y fue dedicado a su director, el compositor Leonard Bernstein.

## Estructura
El concierto posee tres movimientos:
1. Cadenza y estudios
2. Adagio para 22 solistas
3. Scherzo pianissimo e Perpetuum mobile

## Análisis
Aunque tienen tres movimientos, la estructura no es convencional porque comienza con una cadenza, cuando tradicionalmente se encuentra en la parte central de los conciertos.
El primer movimiento, Cadenza y estudios, está dividido en dos secciones; la primera es una gran cadenza para el violín solista, y la segunda se trata de una serie de estudios sinfónicos en la que se exploran las capacidades técnicas del violín. Cada estudio es acompañado por una sección distinta de la orquesta. Al concluir el primer movimiento regresa la cadenza, pero esta vez variada.
El segundo movimiento, Adagio para 22 solistas, es una pieza apacible e introvertida, de carácter poético y lírico. En este movimiento aparecen otros instrumentos con cierto grado de protagonismo, y no sólo el violín solista. El movimiento fue pensado como un homenaje para los músicos de la Orquesta Filarmónica de Nueva York.
El tercer movimiento, Scherzo pianissimo e Perpetuum mobile, tiene dos partes; en la primera aparecen temas fantasiosos en pianissimo. Como puente entre la primera y segunda parte, se surgieran temas de los caprichos de Paganini. En la segunda parte, el moto perpetuo se convierte en la coda del concierto.

## Grabaciones
- Ginastera: Violin concerto / Bartok: Violin Sonata. Salvatore Accardo (violín), Mario Di Boaventura (director), Hopkins Center Orchestra. Naxos, 2004[4]
- Ginastera - Bernstein - Moussa: Works for violins and orchestra. Andrew Wan (violín), Kent Nagano (director), Orquesta Sinfónica de Montreal. Analekta, 2020[5]